# 昭槤
昭槤（1776年3月26日—1830年1月14日），字汲修，自號汲修主人，另說號檀樽主人。清朝宗室、已革礼亲王。

## 生平
昭槤是努爾哈赤次子禮親王代善的第六世孫，父名永恩，原封康親王。爱好文史，精通满洲民俗和清朝典章制度，與魏源、龚自珍、紀昀、袁枚等名士有往來。
嘉慶二十年（1816年），因虐下获罪，革除王爵，圈禁三年。半年后释放，但未復其爵。
道光二年（1822年），賞封候補主事，後病故，其文稿大多散失，由端方搜集整理，有《嘯亭雜錄》十五卷。《清史稿·卷二百一十六 列傳三 諸王二》禮烈親王代善附昭槤傳。

## 家族
- 父：禮恭親王永恩
- 母：繼福晉舒穆祿氏[3]（父正黃旗滿洲、黑龙江将军質悫公綽爾多，曾祖一等侯襄敏公伊爾德）。
- 妻妾：[3]
  - 嫡妻伊爾根覺羅氏（父正紅旗滿洲、乾隆四年己未科繙譯進士文敬公三寶）。
- 子：[3]
  1. 錫濬，茂春子，母妾夏氏

### 引用
1. ↑  《骨董瑣記》卷三載，昭槤號檀樽主人
2. ↑  《清仁宗实录》卷312「嘉慶二十年十一月丙午諭內閣」載：昭槤因于大海增租，謀充莊頭，即將程建義革退，並令照于大海加增之數，加找二年租銀。程建義之父程幅海不從，昭槤派護柳長壽前往程幅海家搶割莊稼，拆毀房屋，又將程幅海父子叔姪六人圈禁。昭槤自擲磁瓶於地，用磁片劃傷程建義、程建忠脊背百餘道，至於流血昏暈。
3. 1 2 3 4
4. ↑  清史稿卷二百一十六 列傳三 諸王二禮烈親王代善